# Сайяд-Ширази, Али
Али Сайяд-Ширази (перс. علی صیاد شیرازی‎; 13 июня 1944, Кабуд-Гонбад, Хорасан, Иран — 10 апреля 1999, Тегеран) — генерал, начальник Штаба ВС Ирана во время ирано-иракской войны. В 1999 году был убит боевиками «Моджахедин-э Халк», находясь в должности заместителя начальника Генерального штаба ВС Ирана. Лично руководил несколькими крупными наступательными действиями Ирана в войне с Ираком в 1980-х годах.

## Биография
Али Сайяд-Ширази родился в 1944 году в деревне Кабуд-Гонбад провинции Хорасан недалеко от границы с Туркменистаном. Его отец, будучи унтер-офицером в армии, побудил Али присоединиться к нему, и в 1964 году он поступил на службу в бронетанковые войска в звании младшего лейтенанта. В 1974 году стажировался в США. После возвращения в Иран примкнул к антишахскому движению, приняв участие в некоторых уличных демонстрациях, за что был уволен из армии. Во время революции 1979 года Али служил в 64-й пехотной дивизии в Урумии.

## Исламская революция и начало Ирано-Иракской войны
После победы Революции 1979 года Сайяд-Ширази вернулся на службу. На момент начала ирано-иракской войны находился в звании генерала. В 1981 году он был назначен командующим сухопутными войсками Ирана. В марте 1982 года командовал операцией «Неоспоримая победа» (Фатх аль-мобин), в результате которой была прорвана «непроницаемая» линия иракской обороны между городами Дезфуль и Шуш в Хузестане.
В 1986 году Сайяд-Ширази был назначен членом Высшего совета обороны, однако через три недели после этого назначения Ширази был освобожден от должности командующего сухопутными силами.
В июле 1988 года генерал возглавил последнюю операцию в войне: «Мерсад» — контрнаступление на поддерживаемые Ираком силы ОМИН.
В 1989 году приставлен к высшей военной награде Ирана: Орден «Фатх».
Убит утром 10 апреля 1999 года напротив выхода из собственного дома террористами ОМИН.
В честь него назван проспект Сайяд-Ширази в Тегеране и 5-звёздочный отель в Мешхеде.